# Godfather of Harlem
Godfather of Harlem é um drama policial americano que estreou em 29 de setembro de 2019 na Epix. A série foi escrita por Chris Brancato e Paul Eckstein, e estrelado por Forest Whitaker como o gangster de Nova York dos anos 1960, Bumpy Johnson. Whitaker também é produtor executivo ao lado de Nina Yang Bongiovi, James Acheson, John Ridley e Markuann Smith. Chris Brancato atua como showrunner. Em 12 de fevereiro de 2020, a série foi renovada para uma segunda temporada que estreou em 18 de abril de 2021.
Uma série de documentos baseada na série intitulada By Whatever Means Necessary: The Times of Godfather of Harlem estreou em 8 de novembro de 2020.

## Premissa
Godfather of Harlem conta a "verdadeira história do infame chefe do crime Bumpy Johnson, que no início dos anos 1960 voltou de dez anos de prisão para encontrar o bairro que ele governava em ruínas. Com as ruas controladas pela máfia italiana, Bumpy deve enfrentar a família Genovese do crime para recuperar o controle. Durante a batalha brutal, ele forma uma aliança com o ministro muçulmano Malcolm X – pegando a ascensão política de Malcolm na mira de uma revolta social e uma guerra de multidões que ameaça destruir a cidade."

## Elenco e personagens

### Principal
- Forest Whitaker como Bumpy Johnson
- Luis Guzmán como Alejandro "El Guapo" Villabuena, um amigo próximo e associado de Bumpy (temporada 1)
- Nigél Thatch como Malcolm X, um velho amigo de Bumpy e ministro muçulmano na Nação do Islã
- Ilfenesh Hadera como Mayme Johnson, esposa de Bumpy
- Antoinette Crowe-Legacy como Elise Johnson, a filha viciada em heroína de Bumpy que se tornou muçulmana
- Rafi Gavron como Ernie Nunzi, um violento associado de Vincent (temporadas 1–2)
- Lucy Fry as Stella Gigante, Vincent's daughter
- Erik LaRay Harvey como Del Chance, um dos executores mais confiáveis de Bumpy
- Elvis Nolasco como Nat Pettigrew, outro tenente de confiança de Bumpy
- Kelvin Harrison Jr. como Teddy Greene, um aspirante a músico e namorado de Stella (temporada 1)
- Demi Singleton como Margaret Johnson
- Vincent D'Onofrio como Vincent "The Chin" Gigante
- Paul Sorvino como Frank Costello
- Chazz Palminteri como Joe Bonanno
- Giancarlo Esposito como Adam Clayton Powell Jr.

### Recorrente
- Steve Vinovich como Senator John McClellan (temporada 1)
- Tramell Tilman como Bobby Robinson (temporada 1)
- Deric Augustine como Cassius Marcellus Clay
- Rony Clanton como Cecil Bradley
- Clifton Davis como Elijah Muhammad
- Sean Allan Krill como Lester Wolff (temporada 1)
- Kathrine Narducci como Olympia Gigante
- Roslyn Ruff como Delia Greene
- Markuann Smith como Junie Byrd
- Marc C. Donovan como Mike Wallace
- Joanne Kelly como Amy Vanderbilt
- Afi Bijou como Sister Marny
- Kevin Corrigan como Venero Frank "Benny Eggs" Mangano
- Dominic Fumusa como Louis Gigante
- Justin Bartha como Robert Morgenthau (temporada 2)
- Annabella Sciorra como Fay Bonanno (temporada 2)
- Ronald Guttman como Jean Jehan (temporada 2)
- Gino Cafarelli como Fat Gino (temporada 2)
- Isaach de Bankolé como Monsieur 98 (temporada 2)
- Method Man como Sam Christian (temporada 2)

### Convidados
- Jazmine Sullivan como Mary Wells (temporada 1)
- Aloe Blacc como Lionel, um amigo de Stella, que é acidentalmente morto por Ernie, em um caso de identidade errada (temporada 1)
- Samm Henshaw como Sam Cooke (temporada 1)
- Ivo Nandi como The Zip (temporada 1)
- Michael Rispoli como Joseph Magliocco (temporada 2)
- Neal Matarazzo como Capitão Mills (temporada 2)
- Grace Porter como Betty Shabazz (temporada 2)
- Whoopi Goldberg como Miss Willa (temporada 2)
- A$AP Ferg como Reggie (temporada 2)

## Episódios
| Temporada | Temporada | Episódios | Episódios | Originalmente exibido  | Originalmente exibido |
| Temporada | Temporada | Episódios | Episódios | Estreia da temporada   | Final da temporada    |
| --------- | --------- | --------- | --------- | ---------------------- | --------------------- |
|           | 1         | 10        | 10        | 29 de setembro de 2019 | 1 de dezembro de 2019 |
|           | 2         | 10        | 10        | 18 de abril de 2021    | 29 de agosto de 2021  |

### 1ª Temporada
| N.º na série | N.º na temp. | Título                        | Dirigido por        | Escrito por                    | Exibição original      |
| ------------ | ------------ | ----------------------------- | ------------------- | ------------------------------ | ---------------------- |
| 1            | 1            | "By Whatever Means Necessary" | John Ridley         | Chris Brancato & Paul Eckstein | 29 de setembro de 2019 |
| 2            | 2            | "The Nitty Gritty"            | Joe Chappelle       | Chris Brancato                 | 6 de outubro de 2019   |
| 3            | 3            | "Our Day Will Come"           | Joe Chappelle       | Paul Eckstein                  | 13 de outubro de 2019  |
| 4            | 4            | "I Am the Greatest"           | Guillermo Navarro   | Chris Brancato                 | 20 de outubro de 2019  |
| 5            | 5            | "It's All in the Game"        | Guillermo Navarro   | Lawrence Andries               | 27 de outubro de 2019  |
| 6            | 6            | "Il Canto de Malavita"        | Tanya Hamilton      | Chris Brancato                 | 3 de novembro de 2019  |
| 7            | 7            | "Masters of War"              | Tanya Hamilton      | Zach Calig                     | 10 de novembro de 2019 |
| 8            | 8            | "How I Got Over"              | Ernest R. Dickerson | Resheida Brady & Mosie Verneau | 17 de novembro de 2019 |
| 9            | 9            | "Rent Strike Blues"           | Ernest R. Dickerson | Chris Brancato & Michael Panes | 24 de novembro de 2019 |
| 10           | 10           | "Chickens Come Home to Roost" | Joe Chappelle       | Chris Brancato                 | 1 de dezembro de 2019  |

### 2ª Temporada
| N.º na série | N.º na temp. | Título                         | Dirigido por      | Escrito por                                      | Exibição original    |
| ------------ | ------------ | ------------------------------ | ----------------- | ------------------------------------------------ | -------------------- |
| 11           | 1            | "The French Connection"        | Joe Chappelle     | Chris Brancato                                   | 18 de abril de 2021  |
| 12           | 2            | "Sting Like a Bee"             | Guillermo Navarro | Chris Brancato & Michael Panes                   | 25 de abril de 2021  |
| 13           | 3            | "The Fruit Stand Riot"         | Guillermo Navarro | Chris Brancato & Paul Eckstein                   | 2 de maio de 2021    |
| 14           | 4            | "The Geechee"                  | Joe Chappelle     | Heather Mitchell, Chris Brancato & Michael Panes | 9 de maio de 2021    |
| 15           | 5            | "It's a Small World After All" | Guillermo Navarro | Matthew Newman                                   | 16 de maio de 2021   |
| 16           | 6            | "The Ballot or the Bullet"     | Marisol Adler     | Chris Brancato & Michael Panes                   | 23 de maio de 2021   |
| 17           | 7            | "Man of the Year"              | Guillermo Navarro | Heather Mitchell, Chris Brancato & Michael Panes | 8 de agosto de 2021  |
| 18           | 8            | "Ten Harlems"                  | Joe Chappelle     | Resheida Brady & Zach Calig                      | 15 de agosto de 2021 |
| 19           | 9            | "Bonanno Split"                | Carl Seaton       | Chris Brancato & Moise Verneau                   | 22 de agosto de 2021 |
| 20           | 10           | "The Hate That Hate Produced"  | Joe Chappelle     | Chris Brancato & Michael Panes                   | 29 de agosto de 2021 |

## Produção

### Desenvolvimento
Em 25 de abril de 2018, foi anunciado que a Epix havia dado à produção um pedido de série para uma primeira temporada consistindo de dez episódios com estreia em 2019. A série será escrita por Chris Brancato e Paul Eckstein, que também será o produtor executivo ao lado de Forest Whitaker, Nina Yang Bongiovi, James Acheson e Markuann Smith. Brancato também atuará como showrunner. As produtoras envolvidas na série incluem ABC Signature Studios e Significant Productions.
Em 19 de junho de 2018, foi noticiado que John Ridley dirigiria o primeiro episódio da série.
Em 12 de fevereiro de 2020, a série foi renovada para uma segunda temporada que estreou em 18 de abril de 2021.

### Elenco
Junto com o anúncio inicial da série, foi confirmado que Forest Whitaker iria estrelar a série como Bumpy Johnson. Em setembro de 2018, foi anunciado que Vincent D'Onofrio, Ilfenesh Hadera, Antoinette Crowe-Legacy, Nigél Thatch, Kelvin Harrison Jr., Lucy Fry e Paul Sorvino haviam sido escalados para os papéis principais. Em outubro de 2018, foi relatado que Giancarlo Esposito e Rafi Gavron haviam se juntado ao elenco em uma capacidade regular da série. Em 8 de janeiro de 2019, foi anunciado que Kathrine Narducci fora escalada para um papel recorrente.
Para a segunda temporada em 2021, Justin Bartha, Annabella Sciorra, Ronald Guttman, Isaach de Bankolé, Method Man, Michael Rispoli e Grace Porter foram adicionados ao elenco. Em maio de 2021, foi anunciado que a atriz Whoopi Goldberg faria um papel como convidada.

### Filmagens
A fotografia principal da série começou em setembro de 2018 na cidade de Nova York.

## Recepção
Para a primeira temporada, o site agregador de resenhas Rotten Tomatoes relatou um índice de aprovação de 92% com uma classificação média de 7.50/10, com base em 25 resenhas. O consenso crítico do site diz: "Tão bem vestido quanto bem escrito, Godfather of Harlem anda por blocos familiares em seu próprio ritmo e causa uma forte primeira impressão." O Metacritic, que usa uma média ponderada, atribuiu uma pontuação à temporada de 72 de 100, com base em 10 críticos, indicando "críticas geralmente favoráveis".
Cheryl Kahla, do The South African, disse: "Godfather of Harlem é um excelente exemplo do que a televisão moderna é capaz de hoje. Bumpy, o personagem de Whitaker, é um chefão do tráfico, mas também apenas um homem que tenta entender o mundo e se conectar com sua família".